# بكتيريا مائية بحرية اسفنجية
بكتيريا مائية بحرية اسفنجية (الاسم العلمي: Aquimarina spongiae) هي نوع من البكتيريا، سلبية الغرام، تتبع جنس بكتيريا مائية بحرية.